# Cerralvo
Cerralvo es una ciudad del estado mexicano de Nuevo León. Es considerada como la población más antigua de Nuevo León, fue la primera capital del Nuevo Reino de León.

## Historia
En 1577, don Alberto del Canto fundó la villa de Saltillo en el noroeste de lo que hoy se conoce como México. Ese mismo año pobló un lugar de nombre Santa Lucía, actualmente Monterrey, y descubrió las minas de San Gregorio Magno (Cerralvo). El 31 de mayo de 1579, don Luis de Carvajal y de la Cueva, firmó las capitulaciones con el rey Felipe II para pacificar y poblar el Nuevo Reino de León, en este contrato fue facultado para hacerlo en una extensión que no excediese de 200 leguas por lado.
Así fue como el 22 de abril de 1582 funda la ciudad de León cerca de la Sierra de San Gregorio (ahora llamada Sierra de Picachos), rica en recursos minerales, principalmente como la plata, plomo, zinc. Fue la primera población de dicho reino por lo que actualmente se considera la Cuna del actual Estado de Nuevo León.
Las habitantes nativos de dichas minas, formaban diversas tribus siendo la principal la de nombre 'Los Borrados. Sin embargo, la venta y tráfico de esclavos hizo que lentamente se fueran desapareciendo. Finalmente con la prohibición de dicha práctica por parte del Virrey Pedro Moya de Contreras dio como resultado que decayera y se despoblara dicha ciudad.
Tiempo después, el 4 de septiembre de 1626 Don Martín de Zavala, gobernador del Nuevo Reyno de León, fundó sobre la ya despoblada ciudad de León, un presidio otorgándole el nombre de San Gregorio de Cerralvo en honor del decimoquinto virrey de Nueva España, don Rodrigo Pacheco y Osorio, marqués de Cerralbo (marquesado situado en España, en el antiguo Reino de León) y dándole el rango de villa.
En 1638 quedando integrado el primer cabildo de dicho lugar con los siguientes integrantes: como 'alcalde el Sargento Mayor Jacinto García de Sepúlveda, como Regidor el Capitán Pedro Buentello de Morales, como Procurador General el Sr. Francisco Pérez de Escamilla, y como Escribano el Sr. Diego Caro de Vivanco.
Ya para 1724 el presidio solamente contaba con doce hombres.
Durante la Intervención estadounidense en México la ciudad opuso poca resistencia al contingente estadounidense siendo capturada la guerrilla de Juan Flores a quien se le ejecutó inmediatamente. El ejército estadounidense instaló en esta ciudad un hospital para atender a los heridos de las batallas mientras eran trasladados a su país de origen. Se sabe de un cirujano que procuró con poco éxito tratar a los niños enfermos de la zona. Así como también esta zona sirvió como un almacén de víveres como intermediario para abastecer de víveres a las tropas del general Zachary Taylor utilizando mulas como transporte. Un personaje ilustre oriundo de este municipio es Lucrecio Zárate Díaz.

## Hermanamiento
- Texas Laredo[6]